# Ханок (строение)
Ханок (кор. 한옥, 韓屋) — традиционный корейский дом.
Впервые спроектирован и построен в 14 веке во времена династии Чосон.

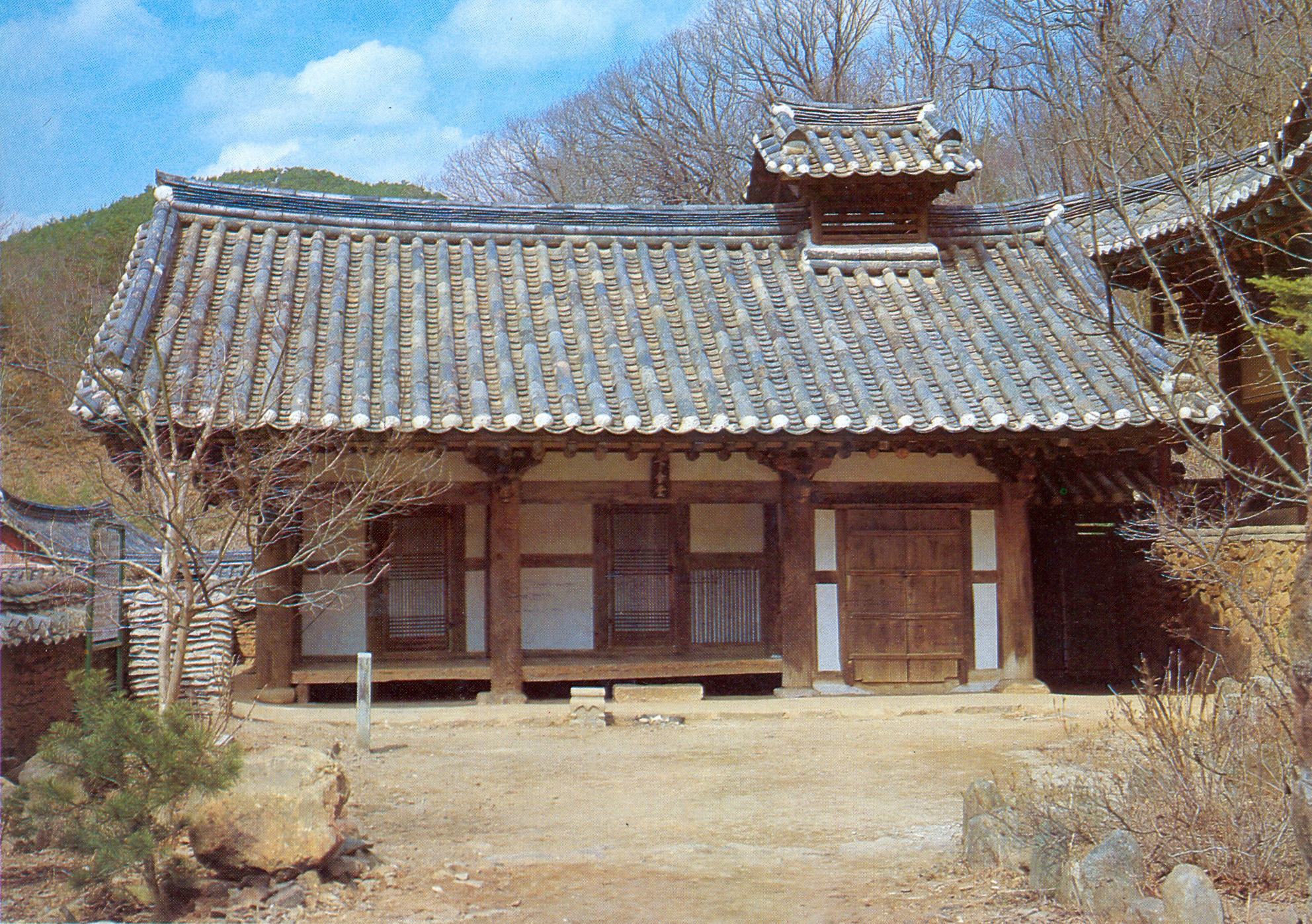
Дом 1461 года в Сунчхоне, провинция Южная Чолла. Видна гора на заднем плане, солнечный двор

Корейская архитектура учитывает расположение дома по отношению к его окружению, уделяя особое внимание земле и временам года, то есть жизнь в гармонии с природой. Идеальный дом по принципу baesanimsu (кор. 배산임수, 背イ臨水, буквально «позади горы и перед водой») должен стоять лицом к югу, чтобы солнечный свет мог проникать внутрь дома, напротив холма и рекой спереди.
Опоры дома строились из дерева, стены были сделаны из кирпичей, состоящих из земли, смешанной с травой. Стены, двери и окна покрывались корейской рисовой бумагой-ханчжи.
Форма дома зависела от расположения, так, например, на юге строили дома прямой линией, в центральных районах Г-образную форму, а на севере квадратом. Богатые жители могли себе позволить крышу из черепицы, сделанной из глины. У простолюдин крыша строилась из соломы. Для отопления дома использовалась традиционная система отопления — ондоль. Для экономии тепла комнаты делались маленькими. Из-за того, что отопление было под полом, корейцы начали использовать мебель, которая была как можно ближе к полу.